# Browningieae
Browningieae is een tribus uit de onderfamilie Cactoideae van de cactusfamilie (Cactaceae). Soorten uit de geslachten komen voor in Zuid-Amerika, waar ze aangetroffen worden in de Andes en op de Galapagoseilanden.

## Geslachten
- Armatocereus Backeb.
- Brachycereus Britton & Rose
- Browningia Britton & Rose
- Jasminocereus Britton & Rose
- Neoraimondia Britton & Rose
- Stetsonia Britton & Rose